# 石金華
石金華（英語：Michael Sek Kam Wah，1959年3月3日—），花名「石仔」，香港體育評述員、前兒童節目主持及前足球領隊。現時為香港足球團隊的管理層。

## 背景

### 早年生活
石金華生於香港島香港仔的一個潮汕水上漁民家庭，在六兄弟之中排行第四。早年於涌尾水域生活至七歲便上岸生活，移居鴨脷洲橋底的涌尾村木屋區。父親本是一名吊艇漁民，在捕漁業息微後在岸上的船廠當維修員。石金華就讀昔日位於黃竹坑道2號的香港仔官立小學上午校，在1972年小學升中試中未能考到學位，最後靠兄長搭路而入讀其時位於西營盤的香港培英中學。但讀了兩年中一年級後仍需要重讀，於是轉往香港仔浸信會呂明才書院（前稱為「香港仔浸信會培真中學」）第三次重讀中一年級。他在第一次讀中一時是校內管樂團的成員，曾以低音大號參加校際比賽和得到第三名的成績。讀第三年中一期間，校長向他提及會在他中五畢業後留一個文員職位給他。至1979年於培真中學中五畢業，石金華開始於母校任職文員達十一年；1990年才辭職。他正式入職文員職位前在中五暑假之際，與四位同學在香港仔開設一間體育用品店。未幾母校校長主動邀請他回校做文員。工餘時會參與香港青少年管弦樂團活動。

### 跨界別發展
石入職文員的同一時期還任兼職音樂與補習導師、兒童節目主持以及足球教練。當校務文員的十一年間，他入圍過《星報》於銅鑼灣利舞台舉辦的全港音樂比賽準決賽。後來與同事兼同校師兄李炳文一同參與1981年第一屆「香港城市民歌創作大賽」，並為李創作「漁村風光」作曲參賽，自己則負責唱出歌曲的和音部分。而石的長兄石金利結果憑「漁村風光」的歌詞奪得新曲新詞組季軍。往後的「昨夜的渡輪上」一曲本由石金華主唱，卻礙於水上人出身關係以致咬字不精確，所以交由李炳文主唱。
1988年，石獲同事鼓勵報考無綫電視兒童節目主持招募項目。當時的他正從事青少年足球發展工作。同年加入《430穿梭機》，與重組後的主持班底，包括黎芷珊、鄭伊健、譚玉瑛以及梁詠琳合作。直至1990年主動申請調職體育節目組，採訪過1994年亞洲運動會、1994年國際足協世界盃和1996年夏季奧林匹克運動會。選擇調職的原因在於兒童節目改組成《閃電傳真機》。而最初調到體育組時適逢1990年國際足協世界盃舉行，他決定轉為資料搜集員，專責蒐集世界盃消息，為時一個月。再應節目監製邀請，成為《體育世界》記者兼主持。與此同時擔任米芝路球隊的秘書至1992年為止。他主持《球迷世界》階段曾跟隨林尚義學習撰寫或蒐集足球資料，亦在足球雜誌撰稿以累積相關經驗。在無綫電視體育組任職了十八年，石於2008年完成2008年夏季奧林匹克運動會明珠台特備節目粵語旁述後離開。其另一任明珠台粵語旁述的項目為2000年夏季奧林匹克運動會。2016年以兼職身份參與2016年夏季奧林匹克運動會體育旁述。

### 足球事業
石金華接觸足球運動的時間始於1970年代；當年的他自1975年至1976年連續四年入選由包勤及何應芬牽頭籌劃的青年軍足球訓練計劃，在南華體育會接受操練。及後在1980年至1990年考取足球教練牌照。他於1990年代起為香港的足球機構服務。除了米芝路球隊的秘書外，他分別加入過聲控通（1992年至1993年）、好易通（1993年至1996年）、星島體育會（1996年至1999年）、傑志體育會（1999年至2000年）、保濟丸（2000年至2001年）、福建體育會（2002年至2003年）以及愉園體育會（2005年至2009年，兼任行政總監）的足球隊，擔任足球領隊，帶領愉園足球隊出席2006及2007年的亞洲足協杯賽。此外，也在2009年至2010年為大埔足球會準備參與2009年亞洲足協盃和2010年亞洲足協盃賽事的事宜如出外開會、抽籤、統籌比賽、場地等。2011年至2012年則帶領公民足球隊出戰2011年亞洲足協盃和2012年亞洲足協盃。其餘擔任過的崗位計有傑志體育會行政經理（2003年至2005年）、大埔足球會公關經理（2010年至2011年）、標準流浪行政經理（2012年至2015年）與公關經理（2017年至今）以及南華足球隊行政主任（2015年至2017年），並帶領球隊出席2015及2016亞洲足協杯的賽事。

## 作曲作品
- 1981年：漁村風光[16]
- 1981年：不再徬徨[16]
- 1982年：歡笑隔絕我
- 1982年：幻境
- 1982年：牧幼曲
- 2013年：香港流浪足球會會歌「打打氣」[13]

## 參與節目
- 1988年至1990年：430穿梭機（節目主持，無綫電視）
- 1990年至2000年代：體育世界（節目主持，無綫電視）
- 1990年代至2000年代：球迷世界
- 1992年：銀禧星輝賀台慶（無綫電視）[17]
- 2010年代：足球森巴[18]
- 2010年代至今：波樂無窮（香港電台）[19]
- 2010年代：Teen台足球（節目主持，網絡電台 Teen Radio）

## 外部連結
- 2008年北京奧林匹克運動會專業旁述
- 【東京奧運】評述孖寶搞gag紅足12年 丹尼爾最愛現場 石仔難忘96奧運憾事，香港蘋果日報，2019年11月27日
- 香港電台第一台 守下留情 石金華訪問第一部分，2020年1月6日
- 香港電台第一台 守下留情 石金華訪問第二部分，2020年1月7日
- 香港電台第一台 守下留情 石金華訪問第三部分，2020年1月8日
- 香港電台第一台 守下留情 石金華訪問第四部分，2020年1月9日
- 香港電台第一台 守下留情 石金華訪問第五部分，2020年1月10日